# O2 (파이어하우스 앨범)
| 평가 점수 | 평가 점수 |
| 출처      | 점수      |
| --------- | --------- |
| 올뮤직    | [ 1 ]     |

O2는 록 밴드 파이어하우스의 여섯 번째 스튜디오 음반이다. 2000년에 발매되었으며, 고(故) 브루스 와이벨이 베이스를 맡은 유일한 음반이다. 이 음반은 파이어하우스가 90년대 초반에 인기를 얻었던 글램이 가미된 하드 록 사운드의 더 강렬한 형태로 돌아오면서 동시에 사운드를 현대화하는 모습을 보였다.

## 곡 목록
모든 곡은 레버티와 스네어가 작곡했다.
1. "Jumpin'" - 3:44
2. "Take It Off" - 3:51
3. "The Dark" - 4:36
4. "Don't Fade On Me" - 4:47
5. "I'd Rather Be Making Love" - 3:59
6. "What You Can Do" - 3:36
7. "I'm In Love This Time" - 3:45
8. "Unbelievable" - 4:13
9. "Loving You Is Paradise" - 4:29
10. "Call Of The Night" - 4:21

## 참여 인원
- C. J. 스네어 - 보컬, 키보드
- 빌 레버티 - 기타s, 7번 트랙 보컬
- 마이클 포스터 - 드럼 세트
- 브루스 와이벨 - 베이스 기타

## 차트
| 차트 (2000)        | 최고 순위 |
| ------------------ | --------- |
| 일본 음반 (오리콘) | 50        |